# Vlag van Emmen

De vlag van Emmen

De vlag van Emmen is op onbekende datum, maar na verlening van het wapen in 1968 door de gemeenteraad van Emmen vastgesteld. De vlag kan als volgt worden beschreven:
Schuin gevierendeeld van zilver en sinopel; het bovenste kwartier beladen met een keerploeg, het onderste met een turfsteker, beide van sabel. Het schild gedekt met een gouden kroon van drie bladeren en twee paarlen en gehouden door twee paarden van sabel met opgeslagen staart. Het geheel geplaatst op een wit voetstuk. De lengte verhoudt zich tot de hoogte der vlag als 3 : 2.
Het is een witte vlag met daarop het gemeentewapen. Het wapen is aan de broekingzijde (mastzijde) van de vlag geplaatst. Boven en onder het wapen is een zwarte baan met een hoogte van een vijfde van de vlaghoogte geplaatst. Op deze baan bevinden zich tien aanstotende (elkaar aanrakende) groene driehoeken. Deze driehoeken gaan over de volle lengte van de vlag en wijzen naar binnen. De lengte van het wapen heeft een verhouding van 3:2 tot de hoogte van de vlag.
Deze vlag wordt gehesen bij officiële gelegenheden, de gemeente voert sinds 1988 een eigen vignet in de vorm van negen rode pijlen die samen de letters MM vormen. Alleen bij communicatie zoals trouwboekjes, paspoorten en andere officiële communicatie voert de gemeente het gemeentelijk wapen. Op brieven en ander gemeentelijke communicatie staat onder de rode MM de dienst of afdeling. Afhankelijk van de gelegenheid kan de kleur ook zwart of grijs zijn.

## Verwante afbeelding

Het wapen van Emmen (1968)

Aa en Hunze ·
Assen ·
Borger-Odoorn ·
Coevorden ·
De Wolden ·
Emmen ·
Hoogeveen ·
Meppel ·
Midden-Drenthe ·
Noordenveld ·
Tynaarlo ·
Westerveld